# Tofieldia
Tofieldia là một chi thực vật có hoa trong họ Tofieldiaceae.